# Bois-Guilbert
Bois-Guilbert är en kommun i departementet Seine-Maritime i regionen Normandie i norra Frankrike. Kommunen ligger i kantonen Buchy som tillhör arrondissementet Rouen. År 2022 hade Bois-Guilbert 290 invånare.

## Befolkningsutveckling
Antalet invånare i kommunen Bois-Guilbert
| Referens: INSEE |